# Ivesia unguiculata
Ivesia unguiculata är en rosväxtart som beskrevs av Asa Gray. Ivesia unguiculata ingår i släktet Ivesia och familjen rosväxter. Inga underarter finns listade i Catalogue of Life.